# 梅迪納鎮區 (伊利諾伊州皮奧里亞縣)
梅迪納鎮區（英語：Medina Township）是位於美國伊利諾伊州皮奧里亞縣的一個行政鎮區。

## 地方資料
根據2010年美國人口普查的數據，梅迪納鎮區的面積為77.10平方千米，當中陸地面積為69.60平方千米，而水域面積為7.50平方千米。當地共有人口12542人，而人口密度為每平方千米162.67人。